# آرثر ن. هولكومب
آرثر ن. هولكومب (بالإنجليزية: Arthur N. Holcombe)‏ هو مؤرخ أمريكي، ولد في 3 نوفمبر 1884 في وينتشتر ‏ في الولايات المتحدة، وتوفي في 9 ديسمبر 1977.